# Municipio de East Hibbard
El municipio de East Hibbard (en inglés: East Hibbard Township) es un municipio ubicado en el condado de Kearny en el estado estadounidense de Kansas. En el año 2010 tenía una población de 108 habitantes y una densidad poblacional de 0,27 personas por km².

## Geografía
El municipio de East Hibbard se encuentra ubicado en las coordenadas 38°10′12″N 101°12′46″O / 38.17000, -101.21278. Según la Oficina del Censo de los Estados Unidos, el municipio tiene una superficie total de 402.66 km², de la cual 402,65 km² corresponden a tierra firme y (0 %) 0 km² es agua.

## Demografía
Según el censo de 2010, había 108 personas residiendo en el municipio de East Hibbard. La densidad de población era de 0,27 hab./km². De los 108 habitantes, el municipio de East Hibbard estaba compuesto por el 96,3 % blancos, el 0,93 % eran afroamericanos, el 0,93 % eran de otras razas y el 1,85 % eran de una mezcla de razas. Del total de la población el 2,78 % eran hispanos o latinos de cualquier raza.